# Осемнадесета механизирана бригада
Осемнадесета механизирана бригада е бивша бригада на Българската армия.

## История
През 10 ноември 1950 г. 4-та пехотна преславска дивизия е преименувана на 18-а стрелкова дивизия, като бойното ѝ знаме е връчено на 6 октомври 1950 г., докато дивизията все още носи старото си име. През 1953 г. е реогранизирана в бригада под името 18-а учебна мотострелкова бригада, след което през 1960 г. отново става бригада под името 18-а учебна мотострелкова дивизия. На 1 май 1963 г. е повторно реорганизирана като бригада под старото име (18-а учебна мотострелкова бригада), с мирновременен щат № 7567.
Към 1 май 1963 г. бригадата остава в състава на 3-та армия и има следния състав: 
- Управление на бригадата (Шумен)
- Разузнавателна рота (Шумен)
- Свързочна рота (Шумен)
- Зенитна артилерийска батарея (Шумен)
- Химически взвод (Шумен)
- Транспортен взвод (Шумен)
- 29-и отделен учебен мотострелкови батальон (Шумен)
- 86-и учебен танков полк (Шумен)
- 40-и отделен УМСБ (Разград)
- 45-и отделен УМСБ (Толбухин)
- 47-и учебен артилерийски полк (Търговище)

На 1 октомври 1964 г. бригадата е преименувана на 18-а мотострелкова бригада, но запазва организиационната си структура до 8 септември 1972 година. На 8 септември 1972 г. е реорганизирана в дивизия под името 18-а мотострелкова дивизия., като целта е подобряване организационната структура и повишаване на бойната и мобилизационна готовност. От 1974 г. с указ на Държавния съвет на Народна република България дивизията получава почетното име 18-а мотострелкова Преславска дивизия. След 1989 г. тя приема името 18-и териториален център, а от 1998 г. 18-а преславска механизирана бригада. При реорганизацията на българската армия през 2001 г. получава името 18-а механизирана бригада. През 2002 г. бригада е трансформирана в 18-а база за съхраняване на въоръжение и техника. Базата е закрита окончателно през 2006 г. Наследник на бригадата и базата остава 29-и отделен механизиран батальон, базиран в Шумен.

## Наименования
- 18-а стрелкова дивизия (1950 – 1952 г.)
- 18-а учебна мотострелкова бригада (1953 – 1960 г.)
- 18-а учебна мотострелкова дивизия (1960 – 1 май 1963 г.)
- 18-а учебна мотострелкова бригада (1 май 1963 – 1 октомври 1964 г.)
- 18-а мотострелкова бригада (1 октомври 1964 – 8 септември 1972 г.)
- 18-а мотострелкова дивизия (8 септември 1972 – 1974 г.)
- 18-а мотострелкова Преславска дивизия (1974 – 1986 г.)
- 18-и териториален учебен център (1986 – след 1989 г.)
- 18-и териториален център (след 1989 г. – 1998 г.)
- 18-а Преславска механизирана бригада (1998 – 2001 г.)
- 18-а механизирана бригада (2001 – 2002 г.)
- 18-а база за съхраняване на въоръжение и техника (2002 – 2006 г.)

## Командири
- Полковник Димитър Тачуков (1988 – 1990)
- Полковник Никола Симеонов (1990 – 1995)
- Полковник Георги Георгиев (1995 – 1996)
- Полковник Димитър Димитров (1996 – 1 септември 1997)
- Полковник Георги Хараланов (1 септември 1997 – 2001)
- Полковник Венко Илиев (2002 - 2003)